# Strani broć
Strani broć (sredozemni broć, divlji broć, lat. Rubia peregrina) je vrsta zeljaste višegodišnje biljke iz reda Rubiales poznata u nekim krajevima kao rukodrž. Rasprostranjena je u mediteranskoj Europi, Ujedinjenom Kraljevstvu i sjevernoj Africi. Živi na suhom tlu, na 0 – 1000 metara nadmorske visine.

## Opis
Drvenasta stabljika raste 50 – 250 centimetara u visinu. Zimzeleni listovi su sjajni, kožasti, te nazubljeni na rubovima. Vijugasto su poredani. Cvjetovi su poprilično maleni, te su sastavljeni od pet latica, a svaki od njih je promjera 5 – 7 milimetara. Nalaze se na vrhu dugih stabljika. Cvjetanje ove biljke traje od travnja pa sve do lipnja. Dvospolne cvjetove oprašuju kukci. Plodovi su u obliku mesnatih zelenih bobica, crnih kad dozriju, te promjera oko 5 milimetara.